# Hans Antonsson
Hans Yngve (Hasse) Antonsson (* 8. November 1934 in Trollhättan; † 2. September 2021 in Värmdö) war ein schwedischer Ringer. Er gewann bei den Olympischen Spielen 1960 in Rom eine Bronzemedaille im freien Stil im Mittelgewicht.

## Werdegang
Hasse Antonsson wuchs in Trollhättan auf und begann dort als Jugendlicher mit dem Ringen. Er ist der Neffe von Bertil Antonsson, der 1952 Olympiasieger im Ringen war. Es war deshalb nur natürlich, dass Hasse Antonsson ebenfalls mit dem Ringen begann. Er betätigte sich dabei in beiden Stilarten, griechisch-römischer und freier Stil, erzielte seine größeren Erfolge aber im freien Stil.
Seine Karriere begann er im Trollhättans AK (Athletik Klub), wechselte aber später zum Vänersborg BK (Brottning Klub) und beendete seine Karriere bei Uddevalla IS (Idrotts Sport). Bei einer Größe von 1,79 Metern rang er zunächst im Weltergewicht, wuchs aber schon bald in das Mittelgewicht hinein. 1954 wurde er schwedischer Juniorenmeister im freien Stil im Weltergewicht. Im gleichen Jahr wurde er auch schon in Stockholm in einem Doppel-Länderkampf gegen die UdSSR eingesetzt, wurde dabei aber von den sowjetischen Weltklasseathleten Wachtang Balawadse und M. Dadaschew jeweils nach Punkten besiegt. Länderkämpfe waren in den 1950er und 1960er Jahren sehr beliebt. Zu dem damaligen Länderkampf Schweden gegen die UdSSR, der im freien Stil ausgetragen wurde, kamen in vier Veranstaltungen 10.000 Zuschauer.
1957 wurde Hasse Antonsson erstmals schwedischer Meister im freien Stil im Mittelgewicht. Im gleichen Jahr siegte er auch bei einem internationalen stark besetzten Turnier in Savona im griechisch-römischen Stil im Mittelgewicht vor Miklos Szilvassy aus Ungarn und Branislav Simić aus Jugoslawien.
1958 wurde Hasse Antonsson im Mittelgewicht erstmals schwedischer Meister im griechisch-römischen Stil. Schwedischer Meister wurde er danach in beiden Stilarten noch zwölfmal. Den letzten Titel gewann er 1967 im freien Stil. Bei einem Länderkampf gegen die UdSSR 1958 in Stockholm rang er gegen den Olympiasieger von 1956 im Mittelgewicht Giwi Kartosia unentschieden. Im gleichen Jahr wurde er auch erstmals bei einer Weltmeisterschaft eingesetzt. Bei der Weltmeisterschaft in Budapest verlor er allerdings im Mittelgewicht gegen Horst Heß aus der Bundesrepublik Deutschland und Dimitar Dobrew aus Bulgarien, womit er nur auf dem 13. Platz landete.
In der Vorbereitung auf die Olympischen Spiele 1960 vertrat Hasse Antonsson in mehreren Länderkämpfen die schwedischen Farben in beiden Stilarten. In Helsinki rang er sowohl gegen Viljo Punkari als auch gegen Lehto unentschieden. In Stockholm rang er im freien Stil gegen Lothar Lippa aus der DDR unentschieden. In Bukarest rang er in einem Doppelländerkampf gegen Rumänien zweimal gegen Ion Țăranu unentschieden. In Berlin verlor er in einem weiteren Länderkampf gegen die DDR gegen Lothar Metz im griechisch-römischen Stil nach Punkten. Bei den Olympischen Spielen in Rom startete er im freien Stil im Mittelgewicht. Er siegte dort in seinem ersten Kampf über Viljo Punkari, verlor dann gegen Mansour Mehdizadeh aus dem Iran, kam dann zu Siegen über Madho Singh aus Indien und Fred Thomas aus Neuseeland. In den Finalkämpfen verlor er gegen Giorgi Schirtladse aus der UdSSR und gewann schließlich eine Bronzemedaille.
1961 startete Hasse Antonsson bei der Weltmeisterschaft im freien Stil in Yokohama. Im Mittelgewicht besiegte er dort René Schiermeyer aus Frankreich, Madho Singh und B. Courtney aus Neuseeland. Dann verlor er gegen İsmail Ogan aus der Türkei und gegen Mansour Mehdizadeh. In seinem letzten Kampf reichte ihm dann ein Unentschieden gegen den Ungarn Géza Hollósi zum 3. Platz.
Sein nächster Start bei einer internationalen Meisterschaft war der im Jahre 1962 bei der Weltmeisterschaft in Toledo in den Vereinigten Staaten. Wegen einer Gewichtsklassenreform durch den Ringer-Weltverband FILA im Jahre 1961 rang er nunmehr wieder im Weltergewicht. Er erzielte in Toledo in seinem ersten Kampf ein Unentschieden gegen Georg Utz aus der Bundesrepublik Deutschland, verlor dann aber gegen Philipp Oberländer aus Kanada auf Schultern und erreichte nur den 7. Platz.
Bei der Weltmeisterschaft 1963 in Sofia startete Hasse Antonsson im freien Stil wieder im Mittelgewicht. Er siegte dort über Gets Johannes Viljoen, Südafrika und verlor danach gegen Tatsuo Sasaki aus Japan und Max Kobelt aus der Schweiz. Er kam damit auf den 10. Platz.
1964 und 1965 startete er bei keiner internationalen Meisterschaft. 1966 nahm er nach der Wiedereinführung der Europameisterschaften an der Europameisterschaft im freien Stil in Karlsruhe teil. Er verlor dort im Mittelgewicht gegen Andrei Tschowrebow aus der Sowjetunion und gegen Umberto Marcheggiani aus Italien. Das ergab den 10. Platz.
1967 stand er noch einmal in der schwedischen Nationalstaffel, die in der Bundesrepublik Deutschland zu zwei Länderkämpfen antrat. Er verlor dabei im Mittelgewicht gegen Ernst Knoll aus Ziegelhausen nach Punkten und rang gegen Eberhard Wahl aus Schorndorf unentschieden. Er war auch bei der Weltmeisterschaft in New Delhi im freien Stil im Mittelgewicht wieder am Start. Allerdings verlor er seine Kämpfe gegen Sajan Singh aus Indien und Jigjidym Mönchbat aus der Mongolei und belegte nur den 13. Platz.
Danach beendete er seine Ringerkarriere.

## Internationale Erfolge
| Jahr | Platz  | Wettbewerb                | Stil | Gewichtsklasse | Ergebnisse |
| 1957 | 1.     | Intern. Turnier in Savona | GR   | Mittel         | vor Miklos Szilvassy, Ungarn und Branislav Simić, Jugoslawien |
| 1958 | 13.    | WM in Budapest            | GR   | Mittel         | nach Niederlagen gegen Horst Heß, Bundesrepublik Deutschland und Dimitar Dobrew, Bulgarien |
| 1960 | Bronze | OS in Rom                 | F    | Mittel         | nach einem Sieg über Viljo Punkari, Finnland, einer Niederlage gegen Mansour Mehdizadeh, Iran, Siegen über Madho Singh, Indien und Fred Thomas, Neuseeland und einer Niederlage gegen Giorgi Schirtladse, UdSSR |
| 1961 | 3.     | Klippan-Turnier           | GR   | Mittel         | hinter Bertil Nyström, Schweden und Dubicki, Polen |
| 1961 | 3.     | WM in Yokohama            | F    | Mittel         | nach Siegen über René Schiermeyer, Frankreich, Madho Singh und B. Courtney, Neuseeland, Niederlagen gegen İsmail Ogan, Türkei und Mansour Mehdizadeh und einem Unentschieden gegen Géza Hollósi, Ungarn         |
| 1962 | 7.     | WM in Toledo              | F    | Welter         | nach einem Unentschieden gegen Georg Utz (Ringer), Bundesrepublik Deutschland und einer Niederlage gegen Philipp Oberlander, Kanada                                                                             |
| 1963 | 10.    | WM in Sofia               | F    | Mittel         | nach einem Sieg über Gets Johannes Viljoen, Südafrika und Niederlagen gegen Tatsuo Sasaki, Japan und Max Kobelt, Schweiz                                                                                        |
| 1965 | 1.     | Klippan-Turnier           | GR   | Mittel         | vor Bertil Nyström und Wladimir Smolinski, Polen |
| 1966 | 10.    | EM in Karlsruhe           | F    | Mittel         | nach Niederlagen gegen Andrei Tschowrebow, UdSSR und Umberto Marcheggiani, Italien |
| 1967 | 13.    | WM in New Delhi           | F    | Mittel         | nach Niederlagen gegen Sajan Singh, Indien und Jigjidym Mönchbat, Mongolei |

## Schwedische Meisterschaften
Hasse Antonsson wurde 1958, 1962, 1964 und 1967 schwedischer Meister im griechisch-römischen Stil und 1957, 1959, 1960, 1961, 1962, 1963, 1964, 1965, 1966 und 1967 im freien Stil, im Welter- bzw. im Mittelgewicht
Erläuterungen
- GR = griechisch-römischer Stil, F = freier Stil
- OS = Olympische Spiele, WM = Weltmeisterschaft, EM = Europameisterschaft
- Weltergewicht bis 1961 bis 74 kg, ab 1962 bis 78 kg, Mittelgewicht bis 1961 bis 79 kg, am 1962 bis 87 kg Körpergewicht